# 25th Division (Singapur)
Die 25th Division ist eine Reservedivision der Singapore Army. 

## Gliederung
Die Division gliedert sich in folgende Verbände:
- 11th Singapore Infantry Brigade
- 14th Singapore Infantry Brigade
- 63rd Singapore Infantry Brigade
- 65th Singapore Infantry Brigade